# لوکودلفینیدین
لوکودلفینیدین (به انگلیسی: Leucodelphinidin) با فرمول شیمیایی C۱۵H۱۴O۸ یک ترکیب شیمیایی با شناسه پاب‌کم ۴۴۰۸۳۵ است. که جرم مولی آن ۳۲۲٫۲۶ g/mol می‌باشد. 